# Spinache (album)
Spinache – drugi solowy album studyjny polskiego rapera Spinache’a. Wydawnictwo ukazało się 17 maja 2014 roku nakładem wytwórni muzycznej Urban Rec. Materiał został w całości wyprodukowany przez samego rapera, miksowanie i mastering wykonał Marek Dulewicz, który zagrał ponadto na gitarze w jednym z utworów. Na płycie wystąpili ponadto Kamil „Oefi” Komendecki, Monika „Mimi” Wydrzyńska, Proceente, DJ Flip, Frank Nino oraz Ortega Cartel.
Album dotarł do 48. miejsca zestawienia OLiS.

## Lista utworów
Opracowano na podstawie materiału źródłowego.
1. „Intro” (gitara: Marek Dulewicz) – 1:52
2. „Piję życie do dna” – 4:20
3. „Ty tak jak ja” (gitara basowa: Kamil „Oefi” Komendecki) – 3:17
4. „Ma tak być” – 3:39
5. „Podpalamy noc” (gościnnie: Monika „Mimi” Wydrzyńska) – 3:26
6. „Zapisz” (gościnnie: Monika „Mimi” Wydrzyńska) – 4:37
7. „Hamulce” (scratche: DJ Flip) – 3:31
8. „Jak roluję” – 4:17
9. „CU” (gościnnie: Proceente) – 3:25
10. „Gwiazdy blisko” (scratche: DJ Flip) – 3:09
11. „Cykl” – 4:13
12. „LavoLavo” (gościnnie: Frank Nino, Ortega Cartel) – 3:37